# IRAS 17150-3224
IRAS 17150-3224 im englischen auch Cotton Candy Nebula ist ein präplanetarischer Nebel im Sternbild Altar, der mithilfe des IRAS-Satelliten entdeckt wurde.